# Pseudobatos
Pseudobatos – rodzaj ryb chrzęstnoszkieletowych z rodziny rochowatych (Rhinobatidae).

## Rozmieszczenie geograficzne
Do rodzaju należą gatunki występujące w wodach wschodniego Oceanu Spokojnego oraz zachodniego i południowo-zachodniego Oceanu Atlantyckiego.

## Morfologia
Długość ciała do 170 cm; masa ciała (największa opublikowana) do 9,8 kg.

## Systematyka
Rodzaj zdefiniował w 2016 roku międzynarodowy zespół ichtiologów (Australijczyk Peter R. Last, Francuz Bernard Séret i Amerykanin Gavin J.P. Naylor) w artykule poświęconym nowemu gatunkowi rochy wraz z nową klasyfikacją na poziomie rodziny w rzędzie Rhinopristiformes opublikowanym w czasopiśmie Zootaxa. Gatunkiem typowym jest (oryginalne oznaczenie) R. glaucostigma.

### Etymologia
Pseudobatos: gr. ψευδος pseudos ‘fałszywy’; βατις batis ‘płaska ryba, zwykle stosowana w odniesieniu do płaszczki lub rai’.

### Podział systematyczny
Do rodzaju należą następujące występujące współcześnie gatunki:
- Pseudobatos buthi Rutledge, 2019
- Pseudobatos glaucostigma (Jordan & Gilbert, 1883)
- Pseudobatos horkelii (Müller & Henle, 1841)
- Pseudobatos lentiginosus (Garman, 1880) – rocha atlantycka[5]
- Pseudobatos leucorhynchus (Günther, 1867)
- Pseudobatos percellens (Walbaum, 1792)
- Pseudobatos planiceps (Garman, 1880) – rocha peruwiańska[6]
- Pseudobatos prahli (Acero P. & Franke, 1995)
- Pseudobatos productus (Ayres, 1854) – rocha kalifornijska[7]

Opisano również gatunki wymarłe z paleogenu Europy:
- Pseudobatos matzensis (Baut & Genault, 1995)[8] (paleocen)
- Pseudobatos steurbauti (Cappetta & Nolf, 1981)[9] (eocen)